# Artur Martorell i Bisbal
Artur Martorell i Bisbal (Barcelona, 17 d'abril de 1894- 4 d'abril de 1967) va ser un pedagog català. Fou el pare de Josep Maria Martorell i Codina, d'Oriol Martorell i de Maria Martorell.

## Biografia
Artur Martorell va néixer a Barcelona el 14 d'abril de 1894 en el si d'una família menestral (estrat superior de la classe obrera). Fill d'Agustí Martorell Donato i de Gertrudis Bisbal Prats, tots dos de Barcelona. El primer contacte de Martorell amb el món de l'ensenyament tingué lloc als nou anys en qualitat d'alumne a l'institut Obrer Gracienc. Als onze anys, obtingué una beca per estudiar a l'Escola de Mestres de Joan Bardina (1906), que tindria una influència decisiva en la seva concepció del magisteri mentre alternava els seus estudis com a alumne lliure a l'Escola Normal Oficial de Barcelona. Superats els dos primers cursos, en els quals va destacar per la seva intel·ligència, va obtenir el títol de mestre elemental (1908).
Els primers passos com a educador foren a les escoles del districte sisè, a les Escoles Parroquials de la Sagrada Família i a l'Escola Vallparadís de Terrassa. Finalment l'any 1914 obté el títol oficial de mestre amb la màxima nota l'any, publica el seu primer article, «Ve l'istiu», col·labora en la primera Escola d'Estiu de la Mancomunitat i accedeix a formar part de l'equip de mestres de les Escoles Catalanes de la Casa de la Caritat, on treballà fins a 1917. Aquest mateix any és cridat per Pompeu Fabra per anar a l'Escola d'Arts i Oficis de Badalona. Els estius de 1917 i 1918 organitzà unes colònies a Capdella, a l'escola i altres edificis annexos de la central hidroelèctrica de Capdella amb la voluntat d'introduir als nens els valors del paisatge, la natura i la tècnica. Els alumnes que hi assistien eren de les escoles franceses de Barcelona i de l'Ajuntament de la mateixa ciutat amb la voluntat d'integrar els dos estrats socials.
El 1919 finalitzà la seva etapa a l'Escola d'Arts i Oficis per passar a ser mestre i director de les escoles del Patronat Domènech de Gràcia, on exercí fins al 1931. Paral·lelament, del 1923 al 1930 va ser director de les Colònies d'estiu de Vilamar, a Calafell, organitzades per la Comissió de Cultura de l'Ajuntament de Barcelona, on desplegà un singular programa pedagògic en què l'infant era el protagonista, que aprenia per descoberta, combinat amb banys de sol i exercici físic. En aquesta mateixa etapa Artur Martorell es casà amb Maria Codina, mestra de la mateixa escola, el 19 de juliol de 1922. D'aquest matrimoni en van néixer quatre fills, la Maria, en Josep, l'Oriol i la Montserrat.
A partir del 1931 Martorell comença a col·laborar amb l'Ajuntament de Barcelona, on va ser nomenat assessor tècnic d'ensenyament primari i complementari per dur a terme «un projecte pedagògic que es basava en un concepte d'educació respectuós amb les condicions socials de cadascú, les necessitats dels infants i les noves línies pedagògiques que s'anaven introduint a Catalunya». Promovia l'esperit d'experimentació, observació i descoberta per part de l'infant, tot fent que els mateixos nens investiguessin, analitzessin i n'extraguessin les seves conclusions, en definitiva i com bé diu textualment en el llibre Centenari, Artur Martorell 1894-1994, «pretenia formar homes capaços de conviure i de saber acceptar i valorar respectuosament opinions i criteris oposats».
De 1931 a 1939 va ser professor de l'Escola Normal de la Generalitat. Una vegada finalitzada la Guerra Civil Espanyola Martorell entra a la Presó Model de Barcelona des de juliol fins al novembre del 1939; la seva activitat dins la presó segueix sent la d'un mestre, fent classes de cultura general als presos. L'any següent tornaria a l'Ajuntament tot i que no tornaria a ser el mateix. Entre el 1945 i el 1957 el clima polític va en contra de les innovacions pedagògiques i l'any 1954 passa a ser director de l'Institut Municipal d'Educació, tot i que el mestre considera que és una maniobra per evadir-lo i apartar-lo dels llocs de decisió de la política escolar municipal. Martorell s'havia mostrat contrari a la transferència a l'estat de les escoles municipals i el 1962, dos anys abans de jubilar-se, és traslladat al cementiri de Barcelona en qualitat de cap de Negociat.
Un cop jubilat, va ser membre del jurat dels premis Josep Maria Folch i Torres de literatura infantil. Va publicar articles a la revista Serra d'Or i va col·laborar a la posada en marxa i creació de l'escola de Mestres Rosa Sensat on va impartir classes de llengua catalana. Martorell mor a Barcelona el 4 d'abril de 1967 després de tota una vida dedicada a l'ensenyament.

## Reconeixements
Porten el seu nom l'Escola Artur Martorell de Badalona, l'Escola Artur Martorell de Barcelona, la Casa de Colònies Artur Martorell de Calafell de la Fundació Pere Tarrés i una biblioteca de Barcelona. En aquesta ciutat, al districte de Sant Martí, té Artur Martorell una plaça dedicada. També l'escola d'adults CFA Artur Martorell ubicada dintre del Centre Penitenciari Brians-1.
El 1969 es constituí la Fundació Artur Martorell dedicada a contribuir a la formació dels professionals de l’educació, a ajudar professionals i entitats que treballin per la millora de l’educació, així com fomentar l’estudi i la recerca de temes educatius i els seus problemes en tots els seus nivells. Antoni M. Badia i Margarit en fou el seu primer president.

## Obres (selecció)
- [Jeroni Marvà, pseudònim] Exercicis de gramàtica catalana. Barcelona: Barcino, 1928. (7 volums)

- Canigó: el poema de Jacint Verdaguer. Barcelona, 1929.
- La colònia escolar «Turissa». Barcelona : Ajuntament de Barcelona. Comissió de Cultura, 1932.
- Els pobles, les ciutats, els homes. Barcelona: Gustau Gili, 1935.
- Les plantes, els animals, els elements. Barcelona: Gustau Gili, 1935.
- Selecta de lectures. Barcelona : Gustau Gili, 1934-1935.
- Alexandre de Tudela. Barcelona: 1932
- «Las Escuelas Nuevas de Barcelona: su ideología y el movimiento de renovación pedagógica en el primer tercio del siglo», Revista Calasancia, any 10 (1964), p. 353-370.
- Cómo realizar prácticamente una Escuela Nueva. Barcelona: Nova Terra, 1965.
- [Jeroni Marvà, pseudònim] Curs pràctic de gramàtica catalana. Grau elemental. Barcelona: 1980
- Com realitzar pràcticament una escola nova. Barcelona: Edicions del Mall, 1978.
- Guiatge: per a parlar i escriure bé en català. Barcelona: Hogar del Libro, 1968. (15 edicions fins a 1985).